# Kájov
Kájov är en ort i Tjeckien.   Den ligger i distriktet Okres Český Krumlov och regionen Södra Böhmen, i den sydvästra delen av landet, 140 km söder om huvudstaden Prag. Kájov ligger 539 meter över havet och antalet invånare är 1 290.
Terrängen runt Kájov är huvudsakligen kuperad, men den allra närmaste omgivningen är platt. Kájov ligger nere i en dal. Runt Kájov är det ganska glesbefolkat, med 24 invånare per kvadratkilometer. Närmaste större samhälle är Český Krumlov, 4,1 km öster om Kájov. I omgivningarna runt Kájov växer i huvudsak blandskog.